# (4964) Коуровка
(4964) Коуровка (лат. Kourovka) — типичный астероид главного пояса, открыт 21 сентября 1979 года советским астрономом Николаем Черных в Крымской астрофизической обсерватории и 5 марта 1996 года назван в честь Коуровской обсерватории.

## Обнаружение и именование
(4964) Коуровка
Открыт 21 сентября 1979 года в Научном Н. С. Черных.
Назван в честь астрономической обсерватории Уральского государственного университета, расположенной недалеко от посёлка Коуровка в Екатеринбургского региона России. Основанная в 1965 году, Коуровская обсерватория известна исследованиями в области звёздной астрономии и астрометрии комет, малых планет и искусственных спутников. С 1972 года здесь ежегодно проводится студенческая зимняя астрономическая школа, и в настоящее время она является меккой для российских студентов, изучающих астрономию.
Оригинальный текст (англ.)4964 Kourovka
Discovered 1979-07-21 by Chernykh, N. S. at Nauchnyj.
Named for the astronomical observatory of the Ural State University, situated near the village of Kourovka, in the Ekaterinburg region of Russia. Founded in 1965, the Kourovka Observatory is known for research in stellar astronomy and the astrometry of comets, minor planets and artificial satellites. Since 1972 it has held an annual Student Winter Astronomical School and is now a mecca for Russian students in astronomy.
Источники: DISCOVERY.DB; M.P.C. 26763.

## Физические характеристики
Астероид относится к таксономическому классу S.
По результатам наблюдений в видимом и ближнем инфракрасном диапазоне космического телескопа NEOWISE диаметр астероида сначала оценивался равным 5,418±0,032 км, позже — 4,696±0,284 км. Согласно тем же источникам альбедо оценивается как 0,2190±0,0283 и 0,386±0,084.